# FET (программное обеспечение)
FET — программа с открытым исходным кодом для автоматического составления расписаний занятий в школах, профессионально-технических и высших учебных заведениях. FET написана на C++ с использованием кросс платформенного набора библиотек Qt. Распространяется бесплатно под лицензией GNU AGPL v3.

## История создания
Первоначально аббревиатура FET означала «Free Evolutionary Timetabling». Поскольку алгоритм больше не является эволюционным, буква E в середине аббревиатуры может обозначать все, что пользователи смогут вообразить.

## Возможности
При работе алгоритма учитываются многие параметры учебного процесса: обучающиеся, преподаватели, дисциплины, аудитории, здания, занятия, деление на потоки, группы и подгруппы, ограничения. После заполнения необходимых данных FET анализирует их и предлагает одно или несколько возможных расписаний.
Для учёта различных норм и правил составления расписаний разработаны пользовательские версии, которые применяются в учебных заведениях Марокко, Алжира, где используются две смены (утро и вечер) с длительным перерывом между ними и Северной Америки, где используются периоды (разные расписания в разные периоды). Начиная с версии 6 возможности всех этих версий объединены в одну основную программу, где делятся по категориям.

## Характеристики
- Интерфейс переведен на множество языков.
- Полностью автоматический алгоритм создания расписаний с возможностью полуавтоматического или ручного размещения занятий.
- Независимая от операционной системы реализация.
- Гибкий формат XML для входного файла.
- Возможность записать текущее созданное расписание без остановки генерации (в виде HTML на жестком диске).
- Импорт / экспорт в формате CSV.
- Сохранение расписаний в форматах HTML, XML и CSV.
- Очень гибкое разделение обучающихся на группы: потоки, группы и подгруппы. FET позволяет совмещать потоки и группы и не совмещать подгруппы. Можно даже выделить отдельных учащихся (в отдельные подгруппы).
- Ограничения по алгоритму (большинство могут быть изменены пользователем, для большого количества ограничений потребуется больше памяти). Каждое ограничение имеет вес в процентах (значимость) от 0,0. % до 100,0 % (некоторые специальные ограничения могут иметь вес только 100 %).
- Гибкий диапазон временных ограничений.
- Гибкий диапазон ограничений по размещению.